# Chris Gunter
Chris Gunter, född 21 juli 1989 i Newport, är en walesisk fotbollstränare och tidigare spelare som spelade som försvarare. Hans moderklubb är Cardiff City. Gunter har även spelat för Tottenham Hotspur och Nottingham Forest, Reading och Charlton Athletic.
Chris Gunter spelade 109 landskamper för Wales och gjorde debut i landslaget redan som 16-åring 2007, den näst yngsta spelaren någonsin i det walesiska landslaget. Under Fotbolls-EM i Frankrike 2016 spelade han samtliga sex mästerskapsmatcher för Wales, som nådde semifinal i turneringen.